# Ebermannsdorf
Ebermannsdorf – miejscowość i gmina w Niemczech, w kraju związkowym Bawaria, w rejencji Górny Palatynat, w regionie Oberpfalz-Nord, w powiecie Amberg-Sulzbach. Leży około 9 km na południowy wschód od Amberga, przy autostradzie A6.

## Demografia
| Rok  | Liczba mieszk. |
| ---- | -------------- |
| 1970 | 1 129          |
| 1987 | 1 990          |
| 2000 | 2 474          |